# Gennaro di Cola
Gennaro di Cola né en 1320 à Naples (Campanie) et mort en 1370, est un peintre italien de la période gothique de l'école napolitaine du XIVe siècle, qui a été actif à Naples.

## Biographie
Gennaro di Cola a fait son apprentissage auprès de Maestro Simone.

## Œuvres
- Fresques de la chapelle, église San Giovanni à Carbonara, Naples (achevées par Maestro Stefanone, mort en 1390[1].)
- Mater dolorosa avec le corps du Christ, église Santa Maria della Pietà.